# 3969 Россі
3969 Россі (3969 Rossi) — астероїд головного поясу, відкритий 9 жовтня 1978 року радянським астрономом Людмилою Журавльовою у Кримській обсерваторії. Названий на честь російського архітектора італійського походження Карла Россі.
Тіссеранів параметр щодо Юпітера — 3,638.